# Neoathyreus biceps
Neoathyreus biceps är en skalbaggsart som beskrevs av Felsche 1909. Neoathyreus biceps ingår i släktet Neoathyreus och familjen Bolboceratidae. Inga underarter finns listade i Catalogue of Life.